# David Antoine (animateur)
Pour les articles homonymes, voir David Antoine et Antoine.
 (janvier 2021).
David Antoine, né le 27 avril 1982 à Mons, est un animateur audiovisuel belge ayant travaillé sur Radio Contact, Plug RTL (anciennement Plug TV) et Gulli. Il fait partie des personnalités médiatiques belges les plus suivies sur les réseaux sociaux en 2017.

## Biographie

### Jeunesse et début de carrière
Originaire de Hornu, dans la province de Hainaut en Belgique, David Antoine s'est lancé très jeune en tant qu'animateur, d'abord en radio, puis en télévision. À l'âge de 15 ans, il jongle entre devoirs d'école et plages d'animation sur les radios libres. A 16 ans, il se produit sur la station locale Nrj de Mons et devient pleinement animateur radio.

### Carrière en radio
- 1998 : Il fait ses débuts au sein de la radio locale Nrj de Mons.
- 2000-2002 : Il anime My Nrj sur NRJ Belgique.
- 2004 : Il anime On en parlera demain, sur Bel RTL.
- 2008 : Il arrive sur Radio Contact et présente le e-classement.
- 2009 : Il co-anime Yes, week-end avec Julie Taton, sur Radio Contact.
- 2010 : Il commence à animer le 16/20 , émission leader avec 15,2% des parts de marché, sur Radio Contact.
- 2016 :
  - Le 28 avril, entouré de Lucile Rochet, Nathan Soret et Thibaut Fassuletto, il envoie le premier paquet de frites dans l'espace[1].
  - Il crée la Sauce 16/20, en collaboration avec la marque belge Brussel Ketjep[2].
- 2017 :
  - Il participe à La Villa Radio Contact à Ibiza, une villa dans laquelle de célèbres Dj belges sont présents pour assurer l'ambiance : Dimitri Vegas, Lost Frequencies, etc[3].
  - Grand fan de Dragon Ball Z, il lance l'opération des "Boules de cristal" : à travers toute la Belgique sont cachées 7 boules. Le concept fit grand bruit : près de 50.000 personnes se sont mobilisées pour partir à leur recherche[4].
- 2018 :
  - Il enregistre "L'album de Noël", au profit de l'association Pêcheur de lune, album qui deviendra disque d'or[5].
  - Il part en enterrement de vie de jeune fille à Las Vegas avec des auditeurs[6].
- 2019 :
  - Il se lance pour défi de vendre 10.000 étoiles, à Noël, au profit de l'association Pêcheur de lune[7].
  - Pour les 400 ans de Manneken Pis, il anime le concert donné pour l'occasion sur la Grand Place de Bruxelles[8].
- 2020 :
  - À la suite de la crise sanitaire, il lance le projet "On Tour", pour faire découvrir aux auditeurs de Radio Contact, tout ce qu'il y a à voir en Belgique[9].
- 2021 :
  - À l'occasion de la Saint Valentin, il aménage un hôtel dans les bureaux de Radio Contact, pour faire passer une nuit insolite à deux auditeurs[10].

### Carrière en télévision
- 2001-2003 : Il collabore avec la RTBF et co-anime l'émission Tu passes quand tu veux, avec Mareen Louys[11].
- 2004 : Le groupe production de RTL-TVi le remarque et le met aux commandes de l'émission de jeux interactifs Play On sur Plug TV.
- 2005 : 
  - Plug TV lui confie la présentation quotidienne de Backstage, abordant les coulisses de la Nouvelle Star[12].
  - Il anime ensuite Monster Jam (Plug TV)[13].
  - Il présente le magazine de l'été Plug On Air (Plug TV[14]).
  - De mai à octobre, il écume également les soirées tendances pour l'émission hebdomadaire Plug By Night (Plug TV)[15].
- 2006 : 
  - Il présente l'émission quotidienne en direct Ze Live (Plug TV[16]).
- 2006-2008 :
  - Il anime sur Gulli l'émission Trop fort l'animal en compagnie d'une vétérinaire, Laetitia Barlerin[17].
- 2007 :
  - Sur Plug TV, il est aux commandes de l'émission Wassup Pluggers ?, un magazine sur l'actualité des sorties cinéma, musique, DVD et jeux vidéo[18].
- 2008 :
  - En octobre, il présente une émission de gags, Ils sont fous ces humains diffusée sur Gulli, avec Maureen Louys [19].
  - Il anime Les trophées du cœur, sur Gulli[20].
  - Il est également sur Club RTL, Plug RTL et Radio Contact, pour animer l'Ultratop, le classement officiel des ventes de singles, et lUltratop Albums sur Plug RTL.
- 2011 :
  - Il anime Club Camping (RTL TVI[21]).
  - Il présente I Comme (RTL TVI[21]).
- 2012 :
  - Il anime Redbull Stratos, qui fait un record d'audience (Plug RTL[22]).

- 2014-2021 :
  - Depuis 2014, il participe à la Grande soirée du Télévie (RTL TVI[23]).
- 2015-2019 :
  - Il présente le Bêtisier de Noël (RTL TVI[24]).
- 2016-2019 :
  - Il co-anime l'émission consacrée à Tomorrowland (Plug RTL[25]).
- 2018 :
  - Il présente l'émission Hotel Romantique (RTL TVI[26]).
  - Il présente l'émission spéciale consacrée à Star Wars (RTL TVI[27]).
- 2020 :
  - Il présente Waldorado avec Nathan Soret (RTL TVI[28]).

### Web TV
En marge de l'émission Belgium's Got Talent, David Antoine co-présente 100% Belgium's Got Talent avec Sophie Pendeville.

### Réseaux sociaux
David Antoine dispose d'une large communauté sur les réseaux sociaux : Facebook (500 000 abonnés), Instagram (146 000), Twitter (20 000) et TikTok (30 000),[source secondaire souhaitée].

### Caritatif
- SPA Charleroi : En 2020, David Antoine lance un appel aux dons pour la SPA de Charleroi à l'occasion de la journée internationale des animaux[30].
- Pêcheur de lune : Au profit de l'association Pêcheur de lune, il lance l'opération 10.000 étoiles[31].
- Child Focus : Il soutient le projet de prévention "Max" initié par Child Focus[32].

### Accident de la route
Le 14 janvier 2008, alors qu'il circulait à bord de son véhicule en téléphonant avec un kit mains libres, David Antoine a tué accidentellement une dame de 64 ans engagée sur un passage pour piétons. Le tribunal de police de Bruxelles a condamné David Antoine à une peine de travail de 100 heures, ainsi qu’à une suspension du droit de conduire pendant deux mois.

## Controverse
En janvier 2021, David Antoine est évoqué par le militant pour le bien-être animal Hugo Clément, dans le cadre d'une polémique portant sur une campagne de promotion des pesticides dans le domaine de l'agriculture.
Alors que certains lobbies sont pointés du doigt par le militant car ils utiliseraient des influenceurs et des youtubeurs pour faire la publicité de leurs produits chimiques, Hugo Clément s’interroge sur une vidéo publiée par l'animateur radio : « On retrouve le même type de vidéo promotionnelle pour les pesticides côté belge avec l’animateur David Antoine, écrit-il en story. Fait par la même agence ?»